# Impresija, vzhajajoče sonce (Monet)
Impresija, vzhajajoče sonce (francosko: Impression, soleil levant) je slika francoskega slikarja Clauda Moneta in je simbol impresionističnega slikarstva. Vsebuje mnogo elementov, ki so karakterizirali imspresionizem: luč, ki odigra glavno vlogo, barva, povsem naključen subjekt in še mnoge druge. 

## Opis
Slika prikazuje del pristanišča Le Havre v svetlobi jutranje zarje in meglico, ki obdaja pristanišče. V ozadju so zasidrane ladje, ki izginjajo v megli. V ospredju so jasno vidni trije majhni ribiški čolni. Žar sonca se svetlika v vodi, v daljavi vidimo žerjave in dimnike. 
Monet je naslikal večino podobe z vijolično in modro, odsev sonca na vodi je pobarvan z oranžno barvo. Kotstrukturiranje elementov industrijskih obratov in ladij delujejo v ozadju, njihovi jambori in konture senc ustvarjajo linearne strukture. Slika je tako enakomerno pobarvana, da je izgled prostorske razdalje razviden samo s poševno razporejenimi ladjami. Za uresničitev svoje ideje je Monet uporabil majhe, kratke poteze, zaradi česar se nenehno prepleta svetloba, ki jasno plapola v zraku. Barva je tako tanka (transparentna), da se na platnu vidi skozi.
V Monetovem slikarstvu obstajata samo barva in svetloba. Oblike in prostor za slikarja nista pomembna. Sliko je ujel v trenutku, trenutek zatem, bi bila že drugačna. Pomembno vlogo odigrava voda v pristanišču. Pri impresionistih, predvsem pri Monetu, voda odigrava vedno zelo pomembno vlogo v sliki. 

## Zgodovina
OD 15. aprila do 15. maja 1874 so predstavili Monet, Camille Pissarro, Alfred Sisley, Auguste Renoir, Paul Cezanne, Edgar Degas in skupno trideset različnih umetnikov svoje slike sami, saj so bili večinoma zavrnjeni v pariškem Salonu. Večina obiskovalcev je bila zgrožena in ogorčena nad takimi »grafiti«. Največjo senzacijo je povzročila Monetova slika Impresija.
Izraz "impresionisti" se je hitro prijel in postal naturaliziran. Sodelujoči umetniki na drugi razstavi so ji dali namenoma naslov Exposition des Impressionistes.
27. oktobra 1985 so oboroženi roparji vdrli v času odpiralnega časa v Musée Marmottan Monet in iztrgali sliko Impresija - sončni vzhod in osem drugih Monetovih del iz sten. Našli so jih spet šele pet let kasneje.
Impresionizem se je uradno rodila leta 1874, kot je ta izraz skovala relativno heterogena skupina umetnikov, ki so tega leta razstavljali v Sociéte Anonyme Coopérative d' Artistes-Peintres, Sculpteurs, Graveurs in jo imenovali Razstava impresionistov.